# Dipartimento di Florida
Il dipartimento di Florida è una regione dell'Uruguay che si localizza circa al centro del paese stesso. I dipartimenti con cui confina sono al nord Durazno, a nordest Treinta y Tres, a est Lavalleja, a nordovest Flores, a sud Canelones e, come ultimo, a sudovest San José. La superficie è di circa 10417 km², con una popolazione di circa 68 181 abitanti. Capitale del dipartimento è la città omonima, Florida, situata a circa 100 km dalla capitale dello stato, Montevideo.

## Storia
Fu istituito il 10 luglio 1856, anche se il primo centro abitato risale al 1760, con il Fortìn del Pintado,o di San Juan Bautista de la Frontera, costruito per difendere Montevideo dai continui saccheggiamenti cui era soggetta. La popolazione cominciò ad addensarsi nelle vicinanze del forte, fino all'erezione della prima cappella, dedicata a Nostra Signora di Luján.
Nel 1805, su richiesta degli abitanti, il vescovo di Buenos Aires fece erigere una nuova chiesa, e nel 1809 il viceré nominò il primo curato.
Ciò fu nuovamente favorevole alla creazione di un villaggio sotto l'egida di Montevideo. Il 24 aprile di quello stesso anno, il curato Figueredo, accompagnato da tre portavoce in rappresentanza dell'intera comunità, annunciava la fondazione della città di San Fernando de la Florida. I primi insediamenti furono nella città orientale, che sarebbe in seguito divenuta teatro della dichiarazione dell'indipendenza nazionale.

### Nel centro della rivoluzione indipendentista
Quando la provincia Oriental venne invasa e conquistata dai portoghesi nel 1816, al comando di Lecor, il governo dipartimentale si separò da quello di Buenos Aires, creando una nuova provincia. Per circa un lustro il territorio rimase soggetto al potere lusitano, fin quando, con l'indipendenza del Brasile, divenne parte del suo impero. Il 19 aprile 1825 una trentina di uomini armati e comandati da Juan Antonio Lavalleja tornarono dall'esilio argentino, dando inizio a un governo provvisorio che si installa il 14 giugno nell'attuale capitale del dipartimento.
Il 20 agosto venne siglato un accordo che consente alla provincia di eleggere una giunta di rappresentanti, vigilati dal generale Pérez, primo presidente del dipartimendo di Florida.
La sessione inaugurale approvò tre leggi fondamentali, tra cui quella dell'indipendenza e quella dell'unione, che furono presentate alla congresso preliminare di pace nel 1828 a Rio de Janeiro, dov'erano presenti i governi di Argentina e Brasile, e un terzo governo neutrale, la Gran Bretagna. In seguito all'approvazione ufficiale dello statuto/costituzione quella che era la provincia Cisplatina divenne un paese libero ed indipendente chiamato repubblica orientale dell'Uruguay.
La Piedra alta, dove la dichiarazione di indipendenza vide luce, si può ancor'oggi vedere nella città capitale del dipartimento, nei pressi del fiume Santa Lucia.

### Geografia fisica
La situazione geografica del dipartimento è molto favorevole alle comunicazioni di superficie, in quanto crocevia delle strade tra il nord e il sud dello stato.

## Società

### Evoluzione demografica
Secondo il censimento del 2004, i circa 70 000 abitanti del dipartimento occupavano 21938 abitazioni, con una media di 3,1 . Ogni 100 donne, c'erano 100,4 uomini, la cui età media era rispettivamente di 34,5 e 31,8 anni, con una media di 33,2. Il tasso di aumento della popolazione è stato del 0,071%, con 14,53 nascite e 10,08 morti ogni 1 000 persone. Alla nascita, l'aspettativa di vita era di circa 76,24 anni in media, 72,98 per gli uomini e 79,63 per le donne. I nuclei familiari sono composti da 2,17 figli per ogni donna. Il reddito procapite, in città con più di 5 000 abitanti, è di circa 5207 pesos al mese, divenuto nel 2005 di circa 5127.

### Principali centri urbani
(Città o cittadine con 1.000 o più abitanti, danni dal censimento del 2004, salvo se diversamente indicato)
| Città          | Popolazione |
| -------------- | ----------- |
| Cardal         | 1.290       |
| Casupá         | 2.668       |
| Cerro Colorado | 1.336       |
| Florida        | 32.128      |
| Fray Marcos    | 2.509       |
| Nico Pérez     | 1.049       |
| Sarandí Grande | 6.362       |
| 25 de Agosto   | 1.794       |
| 25 de Mayo     | 1.845       |

### Altri centri urbani
- Isla Mala

### Sviluppo demografico
- 1860: 12 170 abitanti.
- 1908: 45 406 abitanti.
- 1963: 63 987 abitanti.
- 1975: 67 129 abitanti.
- 1985: 66 474 abitanti.
- 1996: 66 503 abitanti.
- 2004: 68 181 abitanti.